# プロピア
株式会社プロピア（Propia）は、東京都新宿区西新宿に拠点を置く、日本の会社。薄毛対策の商品（かつら、シャンプー）を提供している。

## 概要
- 設立 - 1984年（昭和59年）7月（実際の創業は1996年9月[1]）
- 本社 - 東京都新宿区西新宿7-4-3
- 開発研究所 - 茨城県常総市

2008年7月には東京地方裁判所に民事再生法の適用を申し立て倒産したが、その後船井電機の創業者・船井哲良の資産管理会社である船井興産がスポンサーとなり、経営再建を果たしている。なお創業者であり倒産時の社長であった保知宏は、その後も最高執行責任者（COO）として経営陣に残り、一時は執行役社長に返り咲いていた（2014年9月現在は退任している）。
2012年7月には茨城県の工場を日本色材工業研究所に売却し、新たに、茨城県常総市に常総工場開発研究所を建設。

## 特徴
プロピアはヘアケアの商品・サービスを提供する総合毛髪メーカーであり、ヘアコンタクト以外にも、増毛・育毛など、様々なサービスを提供している。
「ヘアコンタクト」は、今までの手作業のカツラ植毛技術ではできなかった新技術。ナノテクノロジーを導入、植毛をコンピューター制御で作るシステムを開発。
メイク用に開発された0.03mmの透湿性皮膜にフェイス用の吸着剤を組み込んだ「メイクアップヘアコンタクト」も販売。NHKの「ゆうどきネットワーク」（2007年8月30日放送）が取り上げるなど各種マスコミや映画などにも登場している。
「プログノ126シャンプー」は、水道橋博士の著書『博士の異常な健康』で有名になったプロテイン入りシャンプー。これをベースに使用感をアップしたのが「プログノ126EXシャンプー」。芸能界から口コミで広がり、プログノシリーズでは累計本数150万本突破。

## 広報活動
- テレビ東京『給与明細』番組内でテリー伊藤とグラビアアイドルが出演している60秒間CM
  - その他、『ロンドンハーツ』（テレビ朝日）などの複数社提供番組では30秒
- スポットCMでは奥村夏未が出演
過去にも小池栄子や佐藤江梨子など、有名女性タレントを中心に起用していた。

### 主な提供番組（すべて過去）
テレビ朝日系
- ロンドンハーツ

TBS系
- リンカーン
- 世界バリバリバリュー（毎日放送制作）
- 筑紫哲也 NEWS23
- 朝ズバッ!
- よるべん
- 午前零時の岡村隆史

フジテレビ系
- ニュースJAPAN（新潟総合テレビ除く）
- プレミアムステージ
- さんまのまんま（関西テレビ）
- めざましテレビ
- めちゃ×2イケてるッ!
- とんねるずのみなさんのおかげでした

その他
- 給与明細（テレビ東京、60秒）

## 歴代起用タレント
- 安西ひろこ
- 小池栄子
- 佐藤江梨子
- テリー伊藤
- 根本はるみ
- 鉢嶺杏奈
- 大網亜矢乃
- 奥村夏未
- 水道橋博士
- 東国原英夫
- モト冬樹
- マキタスポーツ
- 小川ローザ